# Graf Schwerin Greifswald
MSV Graf Schwerin Greifswald (celým názvem: Militär-Sportverein Graf Schwerin Greifswald) byl německý vojenský fotbalový klub, který sídlil v pomořanském městě Greifswald. Založen byl v roce 1930, zanikl v roce 1945 po pádu nacistického režimu. Klub patřil pod pozemní jednotky Wehrmacht. Klubové barvy byly modrá a bílá.
Své domácí zápasy odehrával na Volksstadionu Greifswald.

## Historické názvy
Zdroj: 
- 1930 – MSV Graf Schwerin Greifswald (Militär-Sportverein Graf Schwerin Greifswald)
- 1941 – LSV Dievenow (Luftwaffen-Sportverein Dievenow)

## Umístění v jednotlivých sezonách
Stručný přehled
Zdroj: 
- 1937–1938: Gauliga Pommern
- 1942–1944: Gauliga Pommern West

Jednotlivé ročníky
Zdroj: 
Legenda: Z - zápasy, V - výhry, R - remízy, P - porážky, VG - vstřelené góly, OG - obdržené góly, +/- - rozdíl skóre, B - body, červené podbarvení - sestup, zelené podbarvení - postup, fialové podbarvení - reorganizace, změna skupiny či soutěže
| Velkoněmecká říše (1937 – 1944) |                      |        |    |   |   |    |    |    |     |    |        |
| Sezóny                          | Liga                 | Úroveň | Z  | V | R | P  | VG | OG | +/- | B  | Pozice |
| 1937/38                         | Gauliga Pommern      | 1      | 18 | 2 | 3 | 13 | 18 | 49 | -31 | 7  | 9.     |
| ...                             |                      |        |    |   |   |    |    |    |     |    |        |
| 1942/43                         | Gauliga Pommern West | 1      | 10 | 4 | 2 | 4  | 25 | 32 | -7  | 10 | 4.     |
| 1943/44                         | Gauliga Pommern West | 1      | 10 | 1 | 1 | 8  | 14 | 40 | -26 | 3  | 6.     |